# Trận Chasiv Yar
Trận Chasiv Yar (Battle of Chasiv Yar) là một cuộc giao tranh đang diễn ra để giành quyền kiểm soát thành phố Chasiv Yar giữa Lực lượng vũ trang Nga và Lực lượng vũ trang Ukraina. Chasiv Yar nằm cách Bakhmut khoảng 9,6 km về phía Tây, với dân số khoảng 12.250 vào thời điểm trước khi Nga triển khai chiến dịch quân sự đặc biệt ở Ukraina, giờ còn khoảng 1.500 đang sinh sống tại thành phố này. Lực lượng Ukraina đã dày công xây dựng các cứ điểm phòng ngự ở Chasiv Yar phối kết hợp với các khu vực ngoại vi tạo ra thế trận liên thành, Ukraina đã đã tổ chức xây dựng hệ thống hầm hào, công sự kiên cố, lô cốt cố thủ và cài đặt các bãi mìn trên các con đường và ngoại vi thành phố từ đó những cuộc tấn công nhỏ lẻ của quân Nga trong giai đoạn đầu đã bế tắc trong vô vọng khi cố tấn công phòng tuyến này mà chủ yếu là công kích từ xa. Tuy vậy, quân Nga vẫn tiến chiếm từng bước và đến năm 2025 đã có những kết quả cụ thể. Đến ngày 31 tháng 7 năm 2025, Bộ Quốc phòng Nga tuyên bố giải phóng thành trì chiến lược Chasov Yar. Ngay sau đó, quân đội Ukraina đã lên tiếng bác bỏ thông tin Nga giành được thành trì chiến lược Chasov Yar. 
Trận Chasiv Yar là một trong những trận đánh tiêu biểu cho sự kháng cự kích liệt của phía Ukriana khi được tập thể phương Tây hỗ trợ, đưa đến thế cục quân Nga tiến chậm và tổn thất lớn. Theo phía Ukraina và truyền thông phương Tây, đưa tin Trung tá Nazar Voloshyn, người phát ngôn của nhóm chiến lược hoạt động Khortytsia của Ukraina vào vào tháng 6 năm 2024 tuyên bố Nga thiệt hại 5.095 binh sĩ thiệt mạng và bị thương, cùng với 24 người bị bắt làm tù binh chỉ trong tháng 6 năm 2024. Vào ngày 7 tháng 7 năm 2024, Voloshyn tuyên bố tại United News rằng "trong toàn bộ thời gian diễn ra các hoạt động thù địch nhằm phá hủy khu vực Kanal, khoảng 5.000 quân nhân Nga đã thiệt mạng và bị vùi thây trong các dải rừng". Nhà phân tích David Axe của Forbes thậm chí còn đưa ra ước tính cao hơn, cho rằng với "mỗi thị trấn—hoặc thậm chí mỗi khu phố—mà quân Nga chiếm được, họ chôn vùi hàng chục nghìn quân của chính họ". Tương tự, Trung tướng Ukraina là Ivan Havrylyuk tuyên bố vào ngày 9 tháng 7 năm 2024 rằng quân đội Nga đã chịu 5.000 thương vong (tử trận hoặc bị thương) trong các cuộc giao tranh tiêu hao để chiếm một khu phố duy nhất ở Chasiv Yar. Viện Nghiên cứu Chiến tranh (ISW) nhận định rằng ông Ivan Havrylyuk cũng có thể đang đề cập đến tiểu khu Kanal (rộng ba dãy nhà và dài ba dãy nhà) đã bị chiếm vào ngày 2–3 tháng 7 năm 2024. Sử gia Nikolay Mitrokhin đánh giá số lượng tổn thất của phía Nga khi chiếm được quận Kanal là khoảng 3.000 người thiệt mạng. Vào ngày 3 tháng 1 năm 2025, Lữ đoàn cơ giới số 24 của Ukraina tuyên bố rằng một trong những tiểu đoàn của họ đã phá hủy bốn xe tăng T-62 và ba xe chiến đấu bộ binh BMP-2 trong thành phố. Dự án phân tích DeepState ước tính rằng lực lượng Nga đã chịu 4.880 thương vong tại Chasiv Yar từ tháng 4 năm 2024 đến tháng 2 năm 2025, bao gồm 1.967 người thiệt mạng, 2.897 người bị thương và 16 người bị bắt.

## Bối cảnh
Chasiv Yar đã trở thành một thành phố tiền tuyến kể từ khi diễn ra trận Bakhmut, thành phố này đã tích cực hoạt động như một căn cứ pháo binh tiền phương của Ukraina để bảo vệ con đường duy nhất vào thành phố mà quân nhân Ukraina có thể sử dụng và một vị trí tái tập hợp binh lực, nơi quân đội Ukraine luân phiên ra vào thay quân ở Bakhmut, giúp họ có thời gian nghỉ ngơi và tiếp tế. Thực tế thì thành phố Chasiv Yar đóng vai trò là vị trí tập hợp lại cho các đơn vị Ukraine chiến đấu xung quanh Bakhmut. Chasiv Yar cũng là nơi thiết lập vị trí khai hỏa chủ chốt của các binh sĩ Ukraina để nhắm vào mục tiêu Nga ở Bakhmut và các vùng lân cận. Ngay sau khi trận Bakhmut kết thúc, quân Nga đã tiến hành một cuộc tấn công quy mô nhỏ về phía Chasiv Yar trước khi tình hình chiến trường rơi vào bế tắc.
Vào ngày 7 tháng 5 năm 2023, lực lượng Nga đã thực hiện một cuộc tấn công trên bộ không thành công vào các vị trí của Ukraina trong khu định cư Chasov Yar. Các cuộc tấn công tiếp theo vào ngày 8, 9 và 10 tháng 5 năm 2023 nhưng rồi cũng bị đẩy lui và không có thêm cuộc tấn công nào kể từ đó. Sau khi kết thúc trận Avdiivka vào đầu năm 2024, lực lượng Nga lại gấp rút tiến hành một cuộc tấn công mới nhằm tới Chasiv Yar, do vị trí của thành phố trên một ngọn đồi và có thể được sử dụng làm nơi tập trung binh lực cho tương lai. Tuy nhiên, cuộc tấn công vào Kramatorsk (Kra-ma-tốt) của quân Nga đã thất bại trong việc phá vỡ thế bế tắc của Nga. Ukraina sẽ biến Chasov Yar thành một cứ điểm phòng thủ kiên cố ngăn chặn quân Nga đánh chiếm toàn bộ tỉnh Donetsk. Với Nga sau khi chiếm xong thành phố Bakhmut nên rảnh tay tập trung binh lực cho chiến dịch tấn công Chasov Yar và cư dân trong thị trấn đã di tản gần hết nên lực lượng Nga có thể phát huy ưu thế hỏa lực.

## Chiến sự

### Từ 27/2-11/6/2024
Đây là giai đoạn quân Nga bắt đầu tiếp cận thành phố, các trận đánh diễn ra ở Bohdanivka, Ivanivske và Tiểu khu Kanal. Trong đó, từ ngày 27 tháng 2 năm 2024 đế ngày 13 tháng 4 năm 2024, quân Nga xúc tiến việc chiếm Bohdanivka, bắt đầu trận đánh ở Ivanivske và TIểu khu Kanal tiếp diễn. Trong suốt cuộc chiến, quân đội Nga đã nhiều lần dội hỏa lực pháo binh và tiến hành không kích vào Chasiv Yar. Vào ngày 27 tháng 2 năm 2024, ông Illia Yevlash, người phát ngôn của Nhóm lực lượng Khortytsia, thông báo rằng lực lượng Nga đang nhắm tới mục tiêu vào các ngôi làng ở phía đông Chasiv Yar, chẳng hạn như Bohdanivka , với chiến thuật biển người bằng việc xua các đơn vị trừng giới Storm-Z và Storm-V lên tiến chiếm các cứ điểm, điều này khiến các lực lượng này tổn thất đến gần 60% lực lượng thiết giáp hỗ trợ vì khi xung kích thì họ bị pháo binh Ukraina từ các cứ điểm nã tấp nập vào đội hình.
Vào ngày 1 tháng 3 năm 2024, Illia Yevlash báo cáo rằng quân Nga đang phát động một nỗ lực phối hợp mới để chiếm Chasiv Yar, thông báo nói rõ rằng các cuộc đột kích nhỏ lẻ trước đó diễn ra các hoạt động thu thập thông tin tình báo để thăm dò điểm yếu trong hệ thống phòng ngự của thành phố. Vào ngày 23 tháng 3 năm 2024, Bộ Quốc phòng Nga tuyên bố Nga đã chiếm được làng Ivanivske  và tiếp tục tiến tới Chasiv Yar, tuy nhiên Ukraina đã bác bỏ tuyên bố trên, họ nói rằng lực lượng của họ vẫn nắm giữ một phần của làng này. Ngày 25 tháng 3 năm 2024, mũi xung kích tiến xa nhất của Nga chỉ còn cách ngoại ô thành phố Chasiv Yar khoảng 1-1,5km, đặt nhóm quân Ukraina tại đây vào tình thế báo động, chỉ còn hơn 1km nữa là mũi xung kích đầu tiên sẽ áp sát ngoại ô Chasiv Yar, giao tranh ác liệt đang diễn ra. Đến ngày 26 tháng 3 năm 2024, trước sức ép của quân Nga, lực lượng Ukraina được cho là đang dần rút lui khỏi Bohdanivka về thiết lập các vị trí phòng thủ mới, tiếp tục ngăn chặn đối phương đột phá vào Chasiv Yar.
Lực lượng Nga đang tiến về Chasiv Yar chủ yếu là lính dù VDV. Ông Nazar Voloshyn người phát ngôn của nhóm chiến lược-hoạt động Khortytsia cho biết: "Đối mặt với chúng tôi tại khu vực Chasiv Yar là lính dù Nga thuộc Trung đoàn Dù cận vệ số 217 thuộc Sư đoàn Dù Cận vệ số 98 của Nga". Sư đoàn dù 98 Ivanovo với các mũi xung kích của Sư đoàn đã phá hủy trận địa tiền phương của Ukraine và tiến đến vùng ngoại ô của tiểu khu Kanal. Trung đoàn dù Kostroma số 331 thuộc Sư đoàn dù 98 thì di chuyển nhanh về tiểu khu Kanal, xuyên rừng, di chuyển về phía tây từ làng Ivanivske, đồng thời tiếp cận kênh đào từ phía nam. Vào ngày 10 tháng 4, từ một căn cứ từ Ivanivske, lực lượng Nga với quân số cỡ ''một đại đội cơ giới'' rời căn cứ đi về phía nam khu vực rừng Chasiv Yar , đã bị quân đội Ukraina đẩy lùi khi họ lợi dụng một cây cầu nhỏ bị hư hỏng trên tuyến đường T-0504 làm vị trí án ngữ cho cuộc phục kích. Kết quả là lực lương cơ giới của Nga bị thiệt hại 11 trên 25 thiết bị, theo xác nhận ban đầu của các binh sĩ nhưng sau đó đã có ước tính khác với con số là 19 trên 34 bị tiêu diệt trong cuộc tấn công thất bại. Ngày 13 tháng 4 năm 2024, chỉ sau một tháng giao tranh, khu định cư Bohdanivka đã được xác nhận là bị quân Nga chiếm giữ.

#### Từ 13/4-10/6/2024
Giai đoạn từ ngày 13 tháng 4 năm 2024 đến ngày 10 tháng 6 năm 2024 là lúc Nga chiếm Ivanivske, trận chiến diễn ra bên trong Tiểu khu Kanal và ngoại vi quanh Chasiv Yar. Ngày 22 tháng 4 năm 2024, theo Nhóm Chiến lược-Chiến thuật Khortysia thì có khoảng 20,000-25,000 lính Nga đang tấn công về hướng Chasiv Yar và các khu định cư lân cận, cho biết rằng tình hình đang khó khăn nhưng ''trong tầm kiểm soát'', theo phát ngôn viên của nhóm Khortysia thì các cuộc tấn công liên tục của Nga đã bị lực lượng Ukraina đẩy lùi liên tục. Cũng theo phát ngôn viên của nhóm:''Chỉ trong ngày hôm qua, 100 cuộc pháo kích bằng pháo cối và pháo binh đã được ghi nhận, tức là gấp đôi sao với ngày hôm kia.''Vào đầu tháng 5, một blogger quân sự người Ukraina đã đưa ra ước tính có khoảng 15 Lữ đoàn Súng trường Cơ giới của Nga hoạt động trên hướng Chasiv Yar.. Ngày 12 tháng 5 năm 2024, quân Nga tiến 3km sâu ở phía bắc Tiểu khu Kanal và 750m ở khu vực rừng về phía nam Chasiv Yar. Cũng trong cùng ngày, các blogger người Nga cũng tuyên bố rằng khu dữ trữ thiên nhiên Stupky-Holubovskyi-2 đã bị lự lượng của họ dành quyền kiểm soát, dù không có bằng chứng xác nhận nào.
Ngày 17-18 tháng 5 năm 2024, một cuộc tấn công cơ giới cỡ đại đội được thực hiện bởi Sư đoàn Dù cận vệ số 98 đã bị bẽ gãy bởi 3 đơn vị thuộc Tổng cục Tình báo-Trung đoàn Kraken, Đơn vị Đặc nhiệm ''Artan'' và Quân đoàn Quốc tế trực thuộc Tổng cục Tình báo (Ukraina). Đợt tấn cong được báo cáo có sự tham gia của 2 xe tăng và 21 xe chiến đấu bộ binh, trong đó có 20 đã bị tiêu diệt, theo tổng thống Volodymyr Zelenskyy nói vào ngày 18 tháng 5. Ngày 21 đến 22 tháng 5 năm 2024, các binh sĩ Ukraina đẩy lùi lính Nga khỏi phần đông của Tiểu khu Kanal trong một cuộc phản công, thông qua xác nhận từ các đoạn phim binh sĩ Ukraina đăng trên mạng cho thấy họ chiếm lại một số dãy nhà. Bên phía các blogger người Nga lại tuyên bố rằng binh sĩ của họ đã tiến 500m bên trong Tiểu khu Kanal và đang chiến đấu ở phần rìa phía đông của Tiểu khu Novyi, đồng thời cũng có blogger khác tuyên bố rằng đơn vị của các Sư đoàn Dù Cân vệ số 98 và Lữ đoàn Xung kích Đường không Cận vệ số 11 đã kiểm soát một phân khu khu dự trữ sinh thái Stupky-Holubovski 2 về phía đông kênh đào Siverskyi Donets – Donbas, trong khi đó các đơn vị thuộc Lữ đoàn Súng trường Cơ giới số 200 đang tấn công Kalynivka.
Ngày 23 tháng 5 năm 2024, Tổng tư lệnh của Lực lượng Vũ trang Ukraina, ông Oleksandr Syrskyi, đã nói rằng Nga đang làm mọi giá để chiếm lấy Chasiv Yar, sử dụng các đơn vị bộ binh để tấn công và đôi lúc là xe tăng T-90 cùng với Xe chiến đấu bộ binh. Những cuộc tấn công như thế này thường bị triệt hạ bằng tên lửa điều khiển chống tăng và Drone tự sát FPV.. Ngày 26 đến 28 tháng 5 năm 2024, các nguồn Nga tuyên bố rằng quân Nga đã tiến vài trăm mét bên trong Chasiv Yar, chiếm một số tòa nhà cùng một ký túc xá, đồng thời họ cũng tuyên bố rằng Nga đã chiếm được phần đông của Kalynivka, tuy nhiên các tuyên bố trên đã không đước xác minh do thiếu dữ liệu. Trong quãng thời gian đó, vào ngày 27 tháng 5, một đoàn video cho thấy quân đọi Ukraine đã đánh bật một cuốc tấn công cơ giới quy mô trung đội. Ngày 31 tháng 5 năm 2024, phía Ukraina báo cáo Nga có bước tiến nhỏ về khu vực rừng ở phía bắc của Tiểu khu Kanal. Vào khoảng ngày 2 tháng 6, một trung úy tên Oleksandr Petrakovskyi, một cựu nhà báo và là chỉ huy của một đại đội cơ giới, cùng đơn vị của anh đã mất tích khi tấn công một vị trí của quân Nga vào ngày 30 tháng 5. Cuộc tìm kiếm sau đó đã được thực hiện nhưng không cho thấy kết quả gì khả quan. Hiện tại vị trí đó vẫn nằm trong quyền kiểm soát của quân Nga.
Vào ngày 4 tháng 6 năm 2024, tờ Kyiv Independent đã báo cáo rằng quân Nga đang nỗ lực tiến về cao tốc T0504, nằm về phía nam Chasiv Yar, một tuyến hậu cần quan trọng của quân dội Ukraina trong trận đánh. Theo báo cáo, chỉ trong tuần đầu tiên của tháng 6 thì quân đội Ukraina đã ghi nhận 8,350 cuộc tấn công được thực hiện bởi quân đội Nga bằng nhiều loại vũ khí, trong đó 2,300 cuộc tấn công được thực hiện tấn công thẳng vào vị trí của quân đội Ukraina bên trong Chasiv Yar. Tính tới ngày 6 tháng 6, 1,100 cuộc pháo kích đã được ghi nhận bởi quân đội Ukraina và 302 là thực hiện vào thẳng thành phố, tập trung về phía nam của Chasiv Yar.Theo phát ngôn viên của nhóm vũ trang Khortysia, ông Nazar Voloshyn tuyên bố rằng Nga đã thực hiện 3 cuộc tấn công và đã mất 75 binh sĩ cùng với 92 bị thương trong các cuộc tấn công trên. Ngày 7 tháng 6 năm 2024, quân đội Ukraina thực hiện cuộc phản công nhắm vào các vị trí quân Nga ở phần đông của Kalynivka, thành công đẩy lực lượng Nga khỏi khu định cư này trong quá trình thực hiện bảo vệ cánh bắc của Chasiv Yar. Cùng ngày, quân đội Nga đạt bước tiến nhỏ về phía đông thành phố. Vào ngày 8 và 9 tháng 6 năm 2024, các đơn vị từ Sư đoàn Dù Cận vệ số 98 đã tiến vào khu công nghiệp của Tiểu khu Kanal. Vào ngày 10 tháng 6 năm 2024, sau hơn 2 tháng kháng cự, quân đội Ukraina đã rút khỏi Ivanivske, theo DeepStateMap.Live báo cáo.

### Từ 11/6-17/7/2024
Giai đoạn chiến sự chính diễn ra bên trong Tiểu khu Kanal và phía đông của Kalynivka, đây là giai đoạn Nga chiếm Tiểu khu Kanal, tiếp tục tấn công Kalynivka và trận chiến ở bờ tây kênh đào Siverskyi Donets-Donbas (từ ngày 11 tháng 6 năm 2024 đến ngày 4 tháng 7 năm 2024). Sau khi chiếm được Ivanivske và Bohdanivka, lực lượng Nga bắt đầu tập trung các nỗ lực của họ về phía Kalynivka (cánh bắc của Chasiv Yar) và bên trong TIểu khu Kanal. Vào ngày 11 tháng 6 năm 2024, giám sát viên của lực lượng Ukraina, Kostyantyn Mashovets, báo cáo rằng đơn vị của Sư đoàn VDV số 98 đã tiến vào phân khu giữ đường Koshovoho và Zrazkova. Trong khi đó các đơn vị của Lữ đoàn VDV số 11 và Sư đoàn Súng trường Cơ giới số 150 tiếp tục các cuộc tấn công nhắm vào Tiểu khu Novyi. Vào ngày 13 tháng 6 năm 2024, một chỉ huy cả đơn vị quân đội Ukraina cho biết rằng quân Nga đã cố gắng tấn công trên trục Klishchiivka-Andriivka nhằm tấn công rìa nam của thành phố Chasiv Yar. Vị chỉ huy này cũng nói rằng lực lượng Nga đã ngừng sử dụng chiến thuật chiến thuật bộ binh kiểu biển người mà bắt đầu tấn công theo nhóm nhỏ, được hỗ trợ với xe cơ giới. Ông ấy cũng nói thêm rằng lực lượng Nga sử dụng xe mô tô để tấn công và tăng cường độ sử dụng Drone trên chiến trường.Theo các đoạn video trên chiến trương cho thấy rằng quân Nga vẫn cách kênh đào Siverskyi Donets-Donbas từ 700 tới 800m về phía đông.
Trong hai ngày 22 và 23 tháng 6 năm 2024, Nazar Voloshyn, phát ngôn viên của nhóm Khortysia, tuyên bố 50 lính Nga đã bị giết và 80 người khác bị thương, giảm từ con số 250 bị giết và 400 bị thương như trước kia. Theo ông, thương vong của Nga trên trận tuyến Chasiv Yar lf khoảng 60 tới 80 mỗi ngày. Voloshyn cũng tuyên bố rằng:"1,100 cuộc pháo kích bằng pháo cối và pháo binh đã diễn ra trên khu vực này chỉ trong một ngày.Và ở khu vực Chasiv Yar... hơn 260 cuộc tấn công từ nhiều loại vũ khí đã được thực hiện."Phía Nga trong hai ngày trên cũng tuyên bố rằng quân đội Ukraina đã rút khỏi phía tây của kênh đào, trong lúc đó lực lượng của Sư đoàn Dù số 98 đã đạt bước tiến ở hai Tiểu khu Kanal và Novyi, dù các tuyên bố trên không có dữ liệu để chứng minh hay xác thực.John Hardie thuộc FDD's Long War Journal sau đó đã viết rằng Sư đoàn VDV số 98 đã có chỉ huy mới của họ từ hôm 22 tháng 6, ông chỉ ra một bài viết trên một kênh Telegram có liên quan tới Sư đoàn Dù số 98. Bài viết được cho là để chào mừng sự tái thành lập của Trung đoàn Dù Cận vệ số 299 vào ngày mừng thành lập được 80 năm của nó, ngày này được thực hiện bởi chỉ huy "R. Yevkodimov".
Từ ngày 27 đến ngày 29 tháng 6, các cuộc tấn công "không ngừng nghỉ" gần kênh đào được Lữ đoàn Cơ giới số 24 báo cáo, với sự tham gia của các đơn vị lính dù, đơn vị đặc nhiệm và cả đơn vị trùng giới như Storm-V.Nazar Voloshyn cũng tuyên bố trong cùng ngày hôm đó thì quân đội Nga đã bị đẩy khỏi các chỗ đứng của họ bên trong Tiểu khu Kanal nhưng bên chiều ngược lại thì quân đội Nga lại tuyên bố về các bước tiến của họ bên trong Tiểu khu này. Trung đoàn Dù Vệ binh số 28 cũng được báo cáo là đang chiến đầu bên trong thành phố Chasiv Yar. Từ ngày 1 đến ngày 2 tháng 7 năm 2024, các blogger người Nga báo cáo về các bước tiến nhỏ về phía đông bắc và phía nam Kalynivka của lực lượng Nga trong khi đó thì các cuộc đụng độ vẫn diễn ra gần Tiểu khu Kanal và Novyi, và Klishchiivka. Vào ngày 2 tháng 7 năm 2024, quân Nga báo cáo đã kiểm soát một nửa phần phía tây của Kalynivka, tiến tới đường Lisova, và cũng có xác nhận về bước tiến mới của họ bên trong Tiểu khu Kanal.. Từ ngày 2 đến ngày 4 tháng 7 năm 2024, các báo cáo và tuyên bố lần lượt từ giám sát viên quân sự Kostyantyn Mashovets (ngày 2 tháng 7), quân đội Nga (ngày 3 tháng 7) và nhóm tác chiến Khortysia (ngày 4 tháng 7) đều xác nhận về việc quân Nga đã thành công trong việc chiếm giữ Tiểu khu Kanal. 
Theo Kostyantyn Mashovets, các đơn vị thuộc Sư đoàn Dù Cận vệ số 98-Trung đoàn Dù Cận vệ số 217, số 299 và số 331- đã chiếm được Tiểu khu Kanal, có lẽ là có thêm sự hỗ trợ từ các Trung đoàn Súng trường Cơ giới số 102 và Lữ đoàn Xung kích Đường không Cận vệ số 11. Mashovets cũng nói thêm rằng quân Nga đã nắm giữ thêm các vị trí phía tây của TIểu khu, gần cây cầu bị phá hủy nằm trên đường Koshevoy. The Euromaidan Press, lính Nga dưới sự hỗ trợ từ pháo của đơn vị đã chiếm được khu công nghiệp của tiểu khu trước khi bị quân đội Ukraina sử dụng pháo AGS-17 tấn công, việc lính Nga chiếm giữ phân khu công nghiệp Tiểu khu không chỉ giúp họ đẩy quân đội Ukraina ra khỏi những dãy nhà còn sót lại mà còn tăng cường các cuộc tấn công bằng bom điều hướng và pháo binh vào sâu thành phố, đồng thời thúc đẩy việc rút lui khỏi bờ tây kênh đào của quân đội Ukraina.
Sau tuyên bố của quân đội Nga về việc chiếm được Tiểu khu Kanal, chỉ 1 ngày sau tức ngày 4 tháng 7, nhóm quân sự Khortysia xác nhận Tiểu khu Kanal đã bị chiếm. Nhóm này cũng nói việc pháo kích và tấn công hàng tháng liên tục đã khiến cho việc hỗ trợ và duy trì các cứ điểm trở nên khó khăn, dẫn đến một ''cuộc rút lui có bảo vệ'' về phía tây của Tiểu khu. Một người phát ngôn của Lữ đoàn số 24 cũng nói rằng việc chiến đấu là ''vô cùng khó khăn''. Người phát ngôn cũng miêu tả cách lính Nga tấn công, bằng cách đi vào các khu vực rừng gấn TIểu khu và phân tán thành ''các nhóm nhỏ'' để tấn công vị trí của quân đội Ukraina, lực lượng này được hỗ trợ pháo binh và Drone.Một người lính ẩn danh từ Lữ đoàn số 24 đã nói với truyền thông rằng việc rời bỏ Tiểu khu Kanal đổ nát giúp rút ngắn tuyến đường tiếp viện, phát triển hậu cần và cứu sống nhiều binh sĩ hơn, anh ấy cũng nói thêm rằng chiến thuật của quân đội Ukraina giờ đầy đã thay đổi với việc sử dụng địa hình để phòng thủ và đẩy lùi mọi nỗ lực vượt kênh đào của lực lượng Nga. Oleh Shyriaiev, chỉ huy của Tiểu đoàn Xung kích số 255, nói rằng quân Nga hiện tại đang phá hủy mọi căn nhà còn lại chưa bị đạn pháo Nga triệt hạ lúc trước. Anh ấy cũng tố cáo quân đội Nga sử dụng chiến thuật tiêu thổ, phá hủy mọi thứ có thể sử dụng để phòng thủ mặc dù có lợi thế 10-1 về quân số.

#### Từ 4/7-17/7/2024
Đây là giai đoạn Nga chiếm bờ đông của Kalynivka, trận chiến phía nam thành phố và về phía bờ đông kênh đào tiếp diễn. Tính tới ngày 7 tháng 7 năm 2024, ISW báo cáo rằng quân Nga đã chiếm được hoàn toàn TIểu khu Kanal và phần đông của kênh đào, bao gồm cả khu vực xung quanh Chasiv Yar và Kalynivka. Cùng ngày hôm đó, Ivan Petrychak, phát ngôn viên của Lữ đoàn Cơ giới số 24 báo cáo về các cuộc đấu súng và đáp trả bằng pháo binh giữa hai bên vẫn đang tiếp diễn nhưng đã giảm đi sau khi Tiểu khu Kanal bị chiếm, cũng theo người phát ngôn này, tuyến tiếp viện đã được khơi thông, giúp vẫn chuyển đạn dược và đưa thuơng binh khỏi chiến trường.. Vào ngày 11 tháng 7 năm 2024, Lực lượng Nga vừa củng cố các vị trí vừa chiếm được ở Chasiv Yar, vừa bắt đầu tập trung nỗ lực tấn công về Kalynivka, Hryhorivka và khu vực dọc theo kênh Siversky Donets- Donbas do quân đội Ukraina kiểm soát. Theo binh sĩ Ukraina, kênh đào Siverskyi Donets-Donbas phục vụ như một tường chắn giúp hỗ trợ trong việc phòng thủ của họ. Theo một chỉ huy Ukraina, lính Nga sử dụng xe vượt địa hình và xe golf để di chuyển trong lúc tấn công, thứ được cho là do thiệt hại nặng nề về thiết bị thiết giáp.
Tính tới giữa tháng 7 năm 2024, các binh sĩ Ukraina đồn trú xung quanh và bên trong Chasiv Yar đã dấy lên lo ngại về mối đe dọa tới từ cánh nam của thành phố, nơi có tuyến tiếp vận của họ, dẫn đến tình trạng thiếu hụt trầm trọng về đạn dược thông thường, đạn pháo và tên lửa phòng không. Kể từ ngày 18 tháng 6, cuộc tấn công của lực lượng Nga vào Toretsk đã gây sức ép lên cánh nam của thành phố và tuyến tiếp vận nằm về hướng tây, trên cao tốc T0504, vốn chỉ cách có gần 6km so với tiền tuyến sau khi lực lượng Nga tổ chức chiến dịch tấn công Ocheretyne hồi tháng 4, đe dọa tuyến đường hậu cần này với pháo binh và Drone tấn công. Một người lính pháo binh thuộc Lữ đoàn Xung kích Đường không số 80 với biệt danh ''Bohdan'' nói rằng đơn vị anh ấy chỉ nhận được ''một lượng đạn nhỏ hàng ngày so với só lượng được hỗ trợ năm 2023'' và phải cố gằng tiết kiệm lượng đạn pháo sử dụng, dẫn đến sự giảm sút trong việc tác chiến hỗ trợ binh sĩ của họ.''Chúng tôi đang cố gắng thể hiện rằng chúng tôi có thể làm gì đó, nhưng thật sự thì chúng tôi chẳng có gì (để bảo vệ Chasiv Yar)." Vào ngày 17 tháng 7 năm 2024, Lực lượng Nga, bao gồm các đơn vị thuộc Sư đoàn Dù Cận vệ số 98 và Lữ đoàn Xung kích Đường không Cận vệ số 11, Lữ đoàn Súng trường Cơ giới số 200 và Trung đoàn Súng trường Cơ giới số 102, đã chiếm được phần phía Đông của Kalynivka, tiến tới kênh đào và thâm chí là tiến tới hệ thống đường ống dẫn qua kênh đào, theo một số nguồn Nga.
Từ ngày 23 đến ngày 24 tháng 7 năm 2024, các cuộc tấn công của Nga được báo cáo diễn ra gần Vasyukivka, Minkivka, Orikhovo-Vasylivka, Hryhorivka, Kalynivka, và Bohdanivka.. Đây là thời gian mà Lực lượng Nga vượt kênh đào Siverskyi Donets–Donbas và trận chiến bên trong thành phố. Từ ngày 28 đến ngày 30 tháng 7 năm 2024, các đơn vị của Sư đoàn VDV số 98 đẩy các bnh sĩ Ukraina khỏi vị trí của bên trong rừng ''Orlovo'', phía nam Kalynivka và vượt qua kênh đào thông qua một con đường nhỏ, kết nối với các vị trí của họ ở phía đông Tiểu khu Zhovetnevyi và phía bắc Tiểu khu Novyi. Tuy nhiên một blogger người Nga lại đăng lên một tấm bản đồ cho thấy rằng họ có tiến ở bên trong khu rừng nhưng chưa vượt kênh đào mà chỉ đi qua phần ngầm của con kênh.. Từ ngày 31 tháng 7 đến 1 tháng 8 năm 2024, ISW báo cáo rằng quân Nga đã vượt qua phần kênh đào nằm ở phía bắc Tiểu khu Novyi, chỉ ra thông qua các đoạn phim và hình ảnh được đăng. Theo các nguồn Nga, lính Nga đã sử dụng đường ống ngầm để vượt kênh đào và tiến vào phía sau vị trí của quân đội Ukraina, chiếm và kết nối vị trí này với vị trí của họ bên kia kênh đào. Theo ông Oleksandr Syrskyi xác nhận, các trận đánh khốc liệt đang diễn ra gần kênh đào. DeepStateMap.Live cũng chỉ ra rằng lực lượng Nga hoạt động về hướng tây kênh đào, và đã tiến vào Tiểu khu Zhovetnevyi.

### Chiến sự khu lõi
Đây là giai đoạn chiến sự diễn ra bên trong thành phố, bờ tây kênh đào Siverskyi Donets-Donbass từ ngày 17 tháng 10 năm 2024. Thời gian này thì quân Nga đang tiến về phía nam và chiến đấu giành trung tâm Chasiv Yar. Vào ngày 17 tháng 10 năm 2024, các cảnh quay xác nhận rằng quân đội Nga đã tiến theo hai hướng: xa hơn về phía tây kênh đào ở phía đông Chasiv Yar và vào ranh giới hành chính phía đông nam của thành phố, tiến vào mỏ "Block-9". Một đại diện của lữ đoàn Ukraina đã báo cáo vào ngày 22 tháng 10 năm 2024 rằng tuyến phòng thủ của thành phố đã bị phá vỡ. Các blogger quân sự Nga cũng tuyên bố rằng đã có những tiến bộ ở phía đông và đông bắc của thành phố mặc dù một người khác từ cùng lữ đoàn Ukraina đã phủ nhận rằng một cuộc đột phá của Nga đã xảy ra. Lực lượng Nga đã tiến xa hơn về phía đông Stupochky vào đầu tháng 11 năm 2024 bao gồm cả một cái mỏ ở phía đông ngôi làng trong khi các cuộc phản công nhỏ đã được Ukraina tiến hành nhằm lấy lại thế trận. Đến ngày 15 tháng 11 năm 2024, quân đội Nga đã tiến đến trung tâm Chasiv Yar. Theo Thị trưởng Sergiy Chaus thì tính đến giữa tháng 11 năm 2024, vẫn còn 304 thường dân ở lại Chasiv Yar trong bối cảnh nỗ lực sơ tán ngày càng khó khăn. Vào ngày 17 tháng 11 năm 2024, cựu nhà sản xuất RT Magomed Buchaev, tình nguyện viên trong lực lượng Nga, được cho là đã thiệt mạng trong một cuộc tấn công ở Chasiv Yar. 
Vào đầu tháng 12 năm 2024, quân đội Ukraina đã phản công và tái chiếm một số vị trí đã mất ở đông nam thành phố, đồng thời tiến quân dọc theo cao tốc ở phía nam Chasiv Yar, được xác nhận thông qua hình ảnh và các đoạn dữ liệu. Trong khi đó giao tranh diễn ra quanh Khu nhà máy sản xuất gạch Chasiv Yar, bên trong và ngoài thành phố. Trong khi đó vào cuối tháng 11, quân đội Nga đã tiến vào phía nam khu nhà máy, xác nhận qua các hình ảnh và bằng chứng. Tới ngày 9 tháng 12 năm 2024, quân đội Nga tiếp tục đạt các bước tiến ở phía bắc và bên trong trung tâm Chasiv Yar, ở khu vực đường Haharina và Parkova. Vào thời điểm này, khả năng sử dụng Drone của quân đội Ukraina ở khu vực đã bị suy giảm do hiên tượng giáng thủy và nhiệt độ khắc nghiệt của mùa đông, trong khi đó Drone của quân đội Nga được báo cáo là hoạt động với tần suất cao hơn để gây thiệt hại cho đường dây liên lạc của quân đội Ukraina. Trong khi đó, các tranh cãi nổ ra giữa các blogger quân sự người Nga về tình trạng của Khu nhà máy Chasiv Yar, có người thì nói rằng quân đội Ukraina vẫn giữ vững chỗ đứng ở phía tây của nhà máy, còn theo những người khác thì họ đã kiểm soát khu vực hoàn toàn từ ngày 11 tháng 12 năm 2024. Vào giữa tháng 12 năm 2024, quân đội Ukraina phản công, tái chiếm lại các vị trí ở khu vực nhà máy và tiến vào trung tâm thành phố ở cuối tháng 12 năm 2024, trong khi đó quân đội Nga tiến quân ở bắc thành phố; tuyên bố đã tiến vào khu vực và chiếm một trạm xe lửa của Chasiv Yar ở cuối tháng 12 năm 2024, các hình ảnh dữ liệu trước đó xác nhận quân đội Nga tiếp tục đạt bước tiến ở đường Lermontova.

### Năm 2025

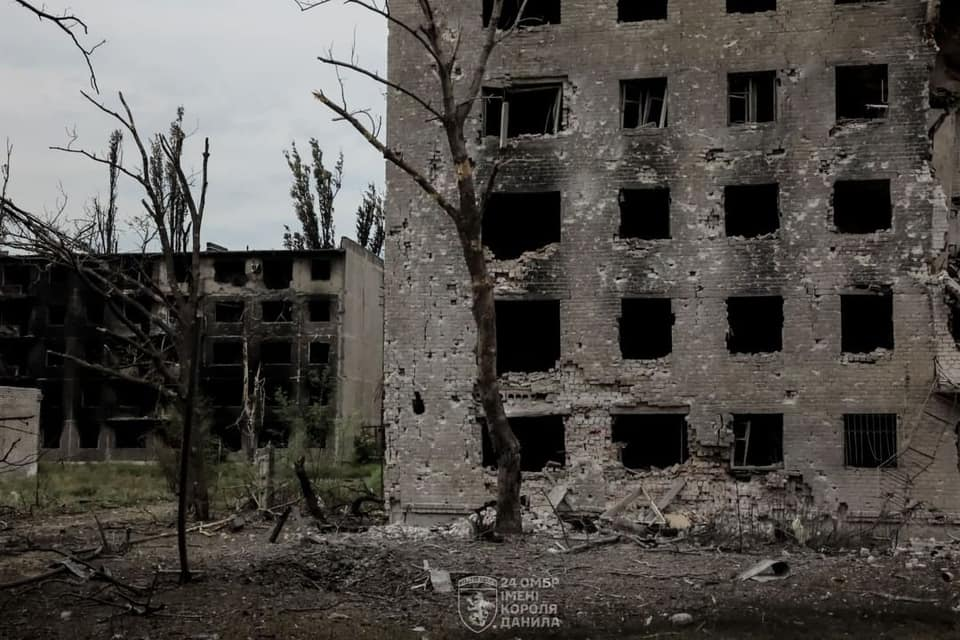
Một toà nhà bị hư hại

Vào ngày 29 tháng 1 năm 2025, báo giới nga trích dẫn năm nguồn tin quân sự châu Âu và Ukraina cho rằng Chasiv Yar đã nằm dưới sự kiểm soát của Nga, với lực lượng Ukraine bị đẩy ra ngoại ô thành phố. Theo chỉ huy, kiêm chuyên gia quân sự và sử gia Markus Reisner thì tính đến đầu tháng 2 năm 2025, đã có khoảng 90% diện tích của Chasiv Yar đã bị quân đội Nga chiếm đóng. Tính đến ngày 12 tháng 7 năm 2025, các báo cáo cho biết quân đội Nga đã kiểm soát gần như toàn bộ Chasiv Yar. Khu Shevchenkovsky được ghi nhận là một "góc nhỏ" còn lại của thị trấn này vẫn nằm dưới quyền kiểm soát của quân đội Ukraina. Giao tranh ác liệt đã diễn ra tại khu vực này trong nhiều tháng. Sự cản trở bước tiến của Nga là hoạt động hiệu quả của các đơn vị máy bay không người lái (UAV) của Ukraina. UAV trinh sát và UAV góc nhìn thứ nhất (FPV) của Ukraina hoạt động dày đặc, gây rất nhiều khó khăn cho các nhóm tấn công của Nga khi tiếp cận từng tòa nhà, từng công sự. Đến ngày 31 tháng 7 năm 2025, Bộ Quốc phòng Nga tuyên bố giải phóng thành trì chiến lược Chasov Yar. Ngay sau đó, quân đội Ukraina đã lên tiếng bác bỏ thông tin Nga giành được thành trì chiến lược Chasov Yar.